# Temperatura de color
La temperatura de color de una fuente de luz se define comparando su color dentro del espectro luminoso con el de la luz que emitiría un cuerpo negro calentado a una temperatura determinada. La temperatura de color se expresa en grados Kelvin, indicando esa escala la medida de temperatura absoluta.
El espectro electromagnético divide por frecuencias (o lo que es inversamente proporcional, en longitudes de onda) el conjunto de ondas electromagnéticas. La ley de Wien relaciona los conceptos de longitud de onda y temperatura. Gracias a esta ley se sabe que cuanto mayor sea la temperatura de un cuerpo negro, menor será la longitud de onda en que emite. A bajas temperaturas el cuerpo emite en onda larga (virando a rojo) mientras que al aumentar la temperatura va sumando longitudes de onda cada vez más cortas, sin dejar de emitir las largas, hasta que emite todo el espectro (luz blanca) a la temperatura superficial del sol (alrededor de 6000 K); si aumenta la temperatura aumenta la emisión en violeta y utravioleta, virando el color hacia el azul.
Generalmente no es perceptible a simple vista, sino mediante la comparación directa entre diferentes fuentes luminicas, como podría ser un ejemplo la observación de una hoja de papel blanca iluminada por una luz de tungsteno, o por la luz de un tubo fluorescente o por la luz del sol.
Los seres vivos nos hemos adaptado a la luz de diversas formas. La luz produce efectos ópticos y no ópticos al incidir sobre los distintos fotorreceptores que se distribuyen por todo el cuerpo, actuando en tres niveles: físico, fisiológico y psicológico. Con la introducción de la luz artificial en tramos horarios donde naturalmente debía existir oscuridad, según el tiempo de exposición, la intensidad y la longitud de onda utilizada, se puede alterar no solo el ritmo circadiano, sino el de toda la fauna y flora.
La temperatura de color no tiene relación directa con la denominación de color cálido y frío, aunque popularmente se relacionen estos términos. A partir de 5000 K se dice que se trata de colores fríos, mientras que con temperaturas más bajas (2700-3000 K) se les consideran colores cálidos.

Color de un cuerpo negro entre 800 y 12200 K.

## Principio físico
La temperatura de color de una fuente de luz se define comparando su color dentro del espectro luminoso con el de la luz que emitiría un cuerpo negro calentado a una temperatura determinada. Por este motivo esta temperatura de color se expresa en kelvin, a pesar de no reflejar expresamente una medida de temperatura, por ser la misma solo una medida relativa.
El espectro electromagnético divide por frecuencias (o lo que es inversamente proporcional, en longitudes de onda) el conjunto de ondas electromagnéticas. La ley de Wien relaciona los conceptos de longitud de onda y temperatura. Esta ley expresa que cuanto mayor sea la temperatura de un cuerpo negro, menor será la longitud de onda en que emite. A bajas temperaturas el cuerpo emite en onda larga, primero sin emisión de luz visible (radiación de infrarrojos) y a cierta temperatura empieza a emitir luz (virando a rojo); conforme aumenta la temperatura va sumando longitudes de onda cada vez más cortas, sin dejar de emitir las largas, hasta que emite todo el espectro (luz blanca) a la temperatura superficial del sol (alrededor de 6000 K); si aumenta la temperatura aumenta la emisión en violeta y ultravioleta, virando el color hacia el azul.
Esto últimos cambios, generalmente no son perceptibles a simple vista, sino mediante la comparación directa entre dos luces como podría ser la observación de una hoja de papel blanca bajo una luz de tungsteno (lámpara incandescente) y otra bajo la luz de un tubo fluorescente (luz de día) simultáneamente.
Los seres vivos nos hemos adaptado a la luz de diversas formas. La luz produce efectos ópticos y no ópticos al incidir sobre los distintos fotorreceptores que se distribuyen por todo el cuerpo, actuando en tres niveles: físico, fisiológico y psicológico. Con la introducción de la luz artificial en tramos horarios donde naturalmente debía existir oscuridad, según el tiempo de exposición, la intensidad y la longitud de onda utilizada, se puede alterar no solo el ritmo circardiano, sino el de toda la fauna y flora. La tecnología Lecology permite regular la temperatura de color e incluso la longitud de onda, para no alterar los ciclos circardianos de la flora y fauna, es decir, tener la luz adecuada en cada momento.
La temperatura de color no tiene relación directa con la denominación de color cálido y frío, aunque popularmente se relacionen estos términos. A partir de 5000 K se dice que se trata de colores fríos, mientras que con temperaturas más bajas (2700-3000 K) se les consideran colores cálidos.
Un cuerpo negro a temperatura ambiente (unos 300 K) emite radiación de longitud de onda larga, es decir en infrarrojos. Conforme aumenta su  temperatura emitirá radiación en una longitud cada vez más corta; en cierto momento empezará a emitir en radiación visible, en color rojo muy oscuro (se pone al rojo) y si se sigue aumentando la temperatura lo hará con longitudes cada vez más cortas, conforme a la ley de Wien. A partir de cierto momento, irá sumando los colores del espectro en su orden (rojo, anaranjado, amarillo, verde, azul y violeta), sumando colores. Hacia una temperatura de 6000 K (aproximadamente la temperatura superficial del sol), emitirá en todo el espectro visible, consiguiendo luz blanca, y a partir de ese momento irá sumando radiación ultravioleta.
Cuando la luz se produce por una fuente de calor (vela, bombilla de incandescencia) la temperatura de color es aproximadamente la temperatura de la fuente. En otros tipos de fuente el color de la luz depende de otros factores, tales como los gases utilizados (en las lámparas de descarga), capas de fósforo, tipo de componentes utilizados (en los LEDs), etc.

## Ejemplos
Algunos ejemplos aproximados de temperatura de color:
| K           | Ejemplo                                                               |
| ----------- | --------------------------------------------------------------------- |
| 1700        | Luz de una cerilla                                                    |
| 1850        | Luz de vela                                                           |

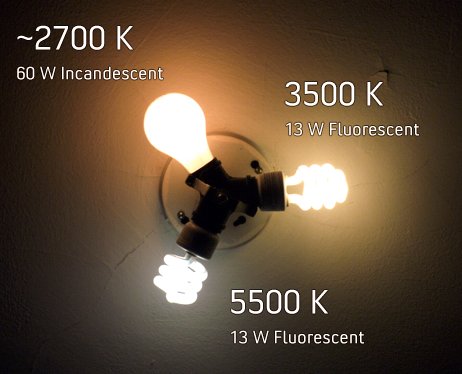
Comparación de colores de bombillas comunes

| 2700–3300   | Luz incandescente o de tungsteno (iluminación doméstica convencional) |
| 3000        | Tungsteno (con lámpara halógena)                                      |
| 4000–4500   | Lámpara de vapor de mercurio                                          |
| 5000        | Luz Fluorescente (aproximado)                                         |
| 5500–6000   | Luz de día, flash electrónico (aproximado)                            |
| 5780        | Temperatura de color de la luz del sol pura                           |
| 6200        | Lámpara de xenón                                                      |
| 6500        | Luz de día, nublado                                                   |
| 6500–10500  | Pantalla de televisión (LCD o CRT)                                    |
| 28000–30000 | Relámpago                                                             |

## Aplicaciones
La temperatura de color se usa en muchas ramas de la industria y la técnica, concretamente en fotografía, cine, teatro y vídeo donde su efecto produce colores dominantes que pueden afectar a la calidad de la imagen. Igualmente es utilizada en astronomía y, concretamente, analizando el espectro de una estrella, se puede relacionar su clasificación y, además para determinar el desplazamiento respecto a la Tierra; de este modo, si la estrella se ve en un tono rojizo, se trataría, o bien de una estrella fría, o bien de una estrella que se aleja a nosotros o que se acerca si se trata de tonos azulados.

### Fotografía
La película clásica a veces tiene tendencia a exagerar el color de la luz, porque no se adapta a la iluminación del color como lo hace el ojo humano. Un objeto que aparece ante los ojos como blanco puede tener una apariencia azul o naranja en una fotografía. El balance de color puede necesitar ser corregido al tomar la fotografía o al imprimirla para lograr un blanco neutro.
La película se compone de las fuentes específicas de luz (película de luz día o película de tungsteno). La temperatura de color de las cámaras profesionales se ajusta seleccionando el filtro correspondiente. El de 3200 K es para luz profesional de interior.

### Vídeo, y cámaras digitales
La mayoría de cámaras digitales pueden ajustar la temperatura de color al hacer zoom sobre un objeto de color blanco y activando la función balance de blancos, indicando a la cámara que este objeto es blanco, entonces la cámara toma el verdadero blanco como blanco y ajusta los otros colores en función de este. 
El balance de blancos ayuda a ajustar la señal de crominancia, mientras que la selección de filtros la de luminiscencia.
Muchas cámaras cuentan con una función de balance automático de blancos que procura determinar el color de la luz y corregirlo de acuerdo con el cálculo. Si bien este proceso solía ser poco fiable, ha mejorado sustancialmente con las cámaras digitales actuales, que permiten generar el balance correcto de blancos en diferentes situaciones de iluminación. El balance de blancos puede también corregirse en posproducción de una manera similar a como se hace con las cámaras, aunque en algunos casos puede perderse calidad en la imagen.

### Equilibrio de color
Cuando se graba o se toman fotografías de color con toda la luz iluminando el sujeto, o se utiliza como fuentes, se deben presentar con la misma temperatura de color. Los proyectores de arco pueden utilizar carbonos para la luz-día o el artificial LCT (low color temperature) baja temperatura de color. Con un pequeño filtro pueden compaginarse con cualquier tipo de iluminación.

### Luz-día
Cuando se ilumina con una luz incandescente (3000 K), o cuando se debe anular totalmente cualquier luz diurna, se debe colocar material de filtro de color anaranjado sobre las ventanas. El material de filtro, de color similar al Wratten 85, puede conseguirse en planchas acrílicas rígidas de 1,20x2,40 m, o en rollos largos de gelatina o película plástica. Es preferible llenar planchas acrílicas cuando se debe cubrir una ventana que será visible en escena, ya que la plancha queda absolutamente plana, produciendo un solo reflejo por cada proyector. Por otro lado, el material plástico tiene tendencia a abarquillarse y presentar múltiples reflejos difíciles de eliminar, a no ser que esté pegado a la ventana o esté de forma plana sobre un marco. Si la plancha acrílica está inclinada, puede eliminarse incluso el único reflejo que crea.
Las planchas acrílicas pueden cortarse con un serrucho para acoplarlas al espacio de una medida determinada, o simplemente para colgarlas a la parte exterior de la ventana. Estos filtros, adaptan la temperatura de la luz incidente exterior, en este caso, a más de 5600 K, a la temperatura de la luz de interior, 3200 K. Por lo tanto, se encargan de bajar la temperatura, atenuando los azules y subiendo los tonos amarillentos. Los filtros pueden utilizarse varias veces pero, como otros materiales que contienen tintes rojos, tienen tendencia a perder color u mientras no se utilicen deben estar guardados en un lugar donde no estén expuestos a una fuerte luz solar. También pueden utilizarse planchas neutras para equilibrar la luminosidad del exterior con la iluminación interior. La planchas neutras ND 0,3, 0,6 y 0,9 pueden aplicarse una sobre la otra dependiendo de la necesidad y cambiarlas según varíe la intensidad de la luz del día, para que parezca constante desde el interior.

### Iluminación de interiores

Las curvas de Kruithof, con un ejemplo de fuente de luz; D65 (luz de día en el norte de Europa), dentro de la zona de agrado.

La temperatura de color se usa para la selección de las lámparas en la iluminación de usos comercial o doméstico. Suele preferirse usar lámparas alrededor de los 2800 K cuando se quiere generar un ambiente confortable y cálido con baja iluminancia, como en habitaciones, restaurantes, hoteles, etc. En tiendas comerciales, se instalan frecuentemente lámparas de temperatura de color de alrededor de los 4000 K, con mayores niveles de iluminancia, y finalmente se dejan las lámparas alrededor de los 5600 K (llamadas frecuentemente luz de día) para zonas de ventas en las que se desea un buen rendimiento de color o en las de trabajo visual intenso como talleres, cocinas, etc.,
Y es que una cuestión importante es la relación entre la temperatura de color y el nivel de la iluminación (iluminancia). Si esta es baja, con temperaturas de color altas, de alrededor de 5800 K, la luz resulta fría, pero ese es el color de la luz solar que, como en el exterior hay niveles de iluminación muy grandes, no resulta fría (Kruithof), es decir, con intensidades de luz bajas, es conveniente tener temperaturas de color bajas; si la iluminancia es alta, se pueden tener temperaturas de color altas. En la figura (curvas de Kruithof) se representa la relación entre la iluminancia (o nivel de iluminación) y la temperatura de color, delimitando las zonas en las que la iluminación resulta agradable para cada temperatura de color. Obsérvese que con iluminancias bajas, son preferibles temperaturas de color bajas, mientras que con temperaturas de color altas, se prefiere que la iluminancia sea alta, por encima de 500 ... 600 lx.